# Rasmus Green
Rasmus Green Dandanell (9. april 1980 – 12. juni 2006 i Næstved) var en dansk professionel fodboldspiller, der i løbet af sin karriere spillede for AB, Ølstykke FC og Næstved BK.
Green faldt om under træningen med Næstved BK den 12. juni 2006 og blev erklæret død af et hjertestop ved ankomsten til Næstved Sygehus. Hans trøjenummer 7 blev senere trukket tilbage, således at det ikke kunne benyttes igen. Dette var for at vise respekt for Green og de efterladte.

## Ekstern henvisning
- Mindeside for Rasmus Green